# Prim-ministrul Ucrainei
Prim-ministrul Ucrainei (în ucraineană Прем'єр-міністр України) este a doua persoană în stat, ca importanță, după președintele țării. Acesta este șeful Cabinetului de Miniștri, organul suprem al puterii executive în Ucraina.

## Prim-miniștrii Ucrainei (1990→)
| N  | Dată               | Prim-ministru        | Origine                 | Partid Politic                             | Voturi parlamentare | % (din 450) |
| -- | ------------------ | -------------------- | ----------------------- | ------------------------------------------ | ------------------- | ----------- |
| 1  | 14 noiembrie 1990  | Vitold Fokin         | regiunea Zaporoje       | Partidul Comunist al Ucrainei              | 332                 | 73,8        |
| 2  | 13 octombrie 1992  | Leonid Kucima        | regiunea Cernigău       | Neafiliat                                  | 316                 | 70,2        |
| 3  | 16 iunie 1994      | Vitali Masol         | regiunea Cernigău       | Partidul Comunist al Ucrainei              | 199                 | 44,2        |
| 4  | 6 martie 1995      | Evhen Marciuk        | regiunea Kirovohrad     | Neafiliat                                  | ???                 | ??          |
| 5  | 28 mai 1996        | Pavlo Lazarenko      | regiunea Dnipropetrovsk | Hromada                                    | ???                 | ??          |
| 6  | 16 iulie 1997      | Valeri Pustovoitenko | regiunea Mîkolaiv       | Partidul Popular Democrat                  | 226                 | 50,2        |
| 7  | 22 decembrie 1999  | Viktor Iușcenko      | regiunea Sumî           | Neafiliat                                  | 296                 | 65,8        |
| 8  | 29 mai 2001        | Anatoli Kinah        | RSS Moldovenească       | Partidul Industriașilor și Antreprenorilor | 239                 | 53,1        |
| 9  | 21 noiembrie 2002  | Viktor Ianukovici    | regiunea Donețk         | Partidul Regiunilor                        | 234                 | 52,0        |
| 10 | 4 februarie 2005   | Iulia Timoșenko      | regiunea Dnipropetrovsk | Batkivșcina                                | 373                 | 82,9        |
| 11 | 22 seprembrie 2005 | Iuri Iehanurov       | RSFS Rusă               | Ucraina noastră                            | 289                 | 64,2        |
| 12 | 4 august 2006      | Viktor Ianukovici    | regiunea Donețk         | Partidul Regiunilor                        | 271                 | 60,2        |
| 13 | 18 decembrie 2007  | Iulia Timoșenko      | regiunea Dnipropetrovsk | Batkivșcina                                | 226                 | 50,2        |
| 14 | 11 martie 2010     | Mikola Azarov        | RSFS Rusă               | Partidul Regiunilor                        | 242                 | 53,8        |
| 15 | 27 februarie 2014  | Arseni Iațeniuk      | regiunea Cernăuți       | Batkivșcina                                | 371                 | 82,2        |
| 16 | 14 aprilie 2016    | Volodîmîr Hroisman   | regiunea Vinița         | Solidaritatea europeană                    | 257                 | 57,1        |
| 17 | 29 august 2019     | Oleksi Honcearuk     | regiunea Cernihiv       | Slujitorul poporului                       | 290                 | 64,4        |
| 18 | 4 martie 2020      | Denîs Șmîhal         | regiunea Liov           | Neafiliat                                  | 371                 | 82,2        |